# Dobószámok

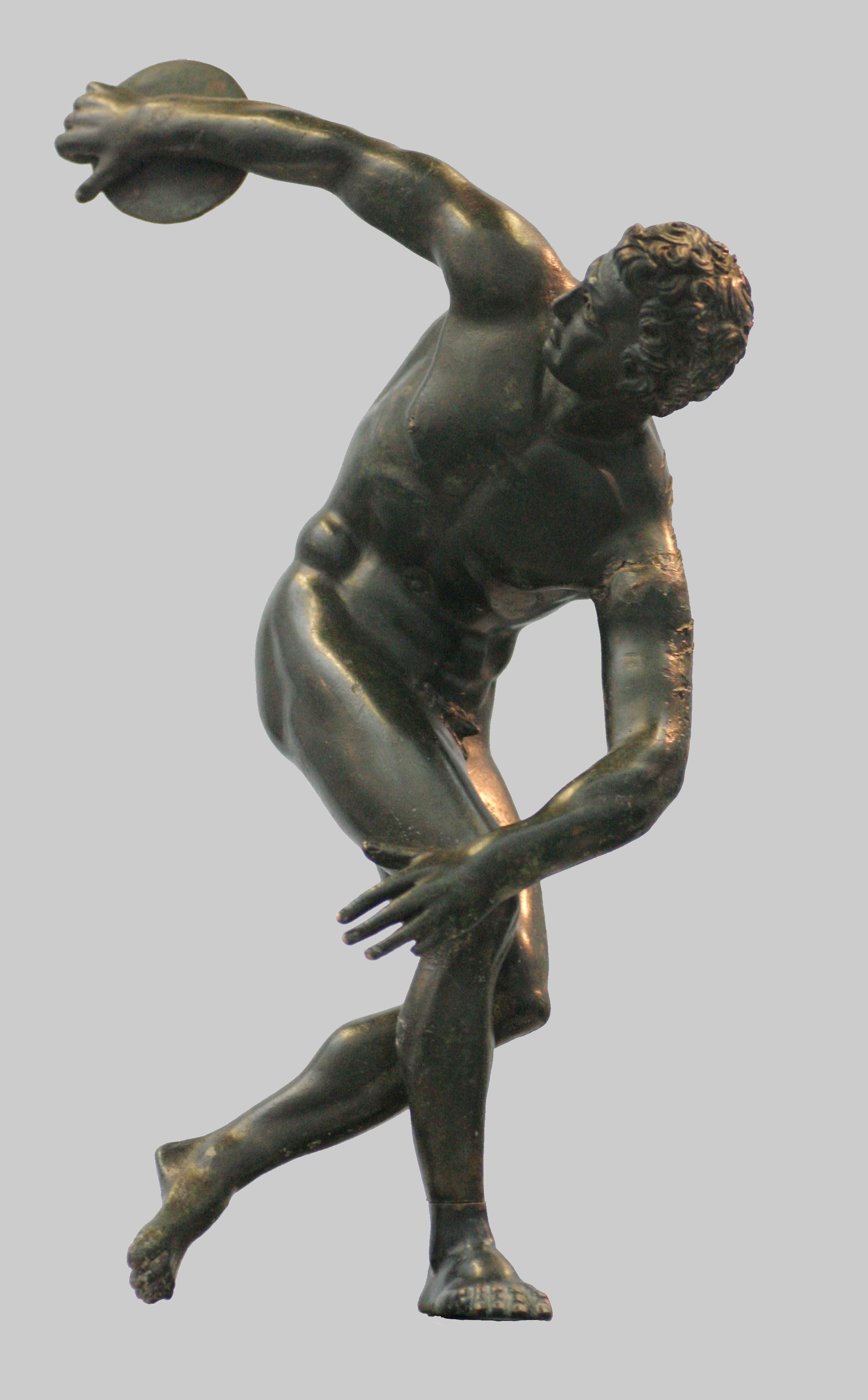
Mürón Diszkobolosz nevű bronzszobrának 2. századi rekonstrukciója

A dobószámok néven a könnyűatlétika olyan versenyszámait szokás említeni, amelyek lényege valamilyen tárgy eldobása, valamilyen távolságra való eljuttatása a sportoló, a dobóatléta által. Az eredményeket a dobás távolsága alapján állapítják meg. A  dobószámok szerepelnek a Nemzetközi Atlétikai Szövetség (IAAF) és a tagszervezetek legrangosabb viadalain is, és egyes versenyszámai szerepelnek az összetett atlétikai számokban is (például tízpróba, hétpróba)..

## A legfontosabb dobószámok és a dobóatléták elnevezései
- a kalapácsvetés (kalapácsvető),
- a gerelyhajítás (gerelyhajító),
- a súlylökés  (súlylökő)
- a diszkoszvetés (diszkoszvető).

## Történetük
- Egyes dobószámokat már az ókorban ismertek.
- Már i. e. 708-ban, a 18. olümpiai játékokon csatlakozott a programhoz a két dobószámot tartalmazó öttusa, ami stadionfutásból, távolugrásból, diszkoszvetésből, gerelyhajításból és birkózásból állt. Aki három versenyszámot megnyert, az automatikusan megnyerte a versenyt. A versenyprogram utolsó két számát nem is rendezték meg, ha már volt hármas győztes.
- Máig világhírű Mürón i. e. 5. században élt görög szobrász Diszkobolosz nevű bronzszobra, amely egy diszkoszvetőt ábrázol.

## Nevezetes dobóatléták
- Annus Adrián
- Bauer Rudolf
- Csermák József
- Donogán István
- Kulcsár Gergely
- Márton Anita
- Németh Angéla
- Németh Miklós
- Pars Krisztián
- Szepes Béla
- Tamara Pressz
- Varjú Vilmos
- Jan Železný
- Zsivótzky Gyula